# Scitala dispar
Scitala dispar är en skalbaggsart som beskrevs av Blackburn 1890. Scitala dispar ingår i släktet Scitala och familjen Melolonthidae. Inga underarter finns listade i Catalogue of Life.